# Podbaldach

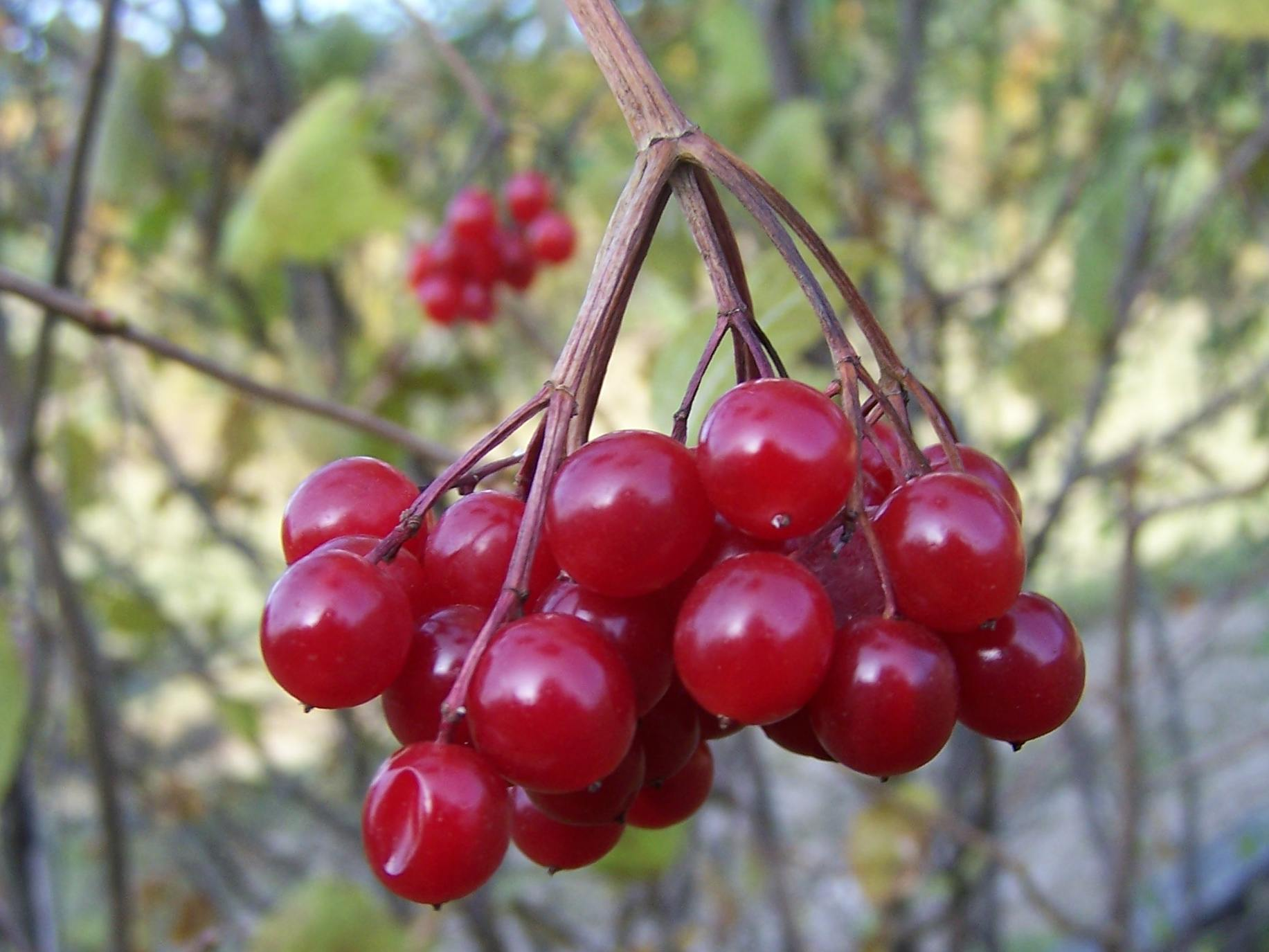
Podbaldach z owocami u kaliny koralowej

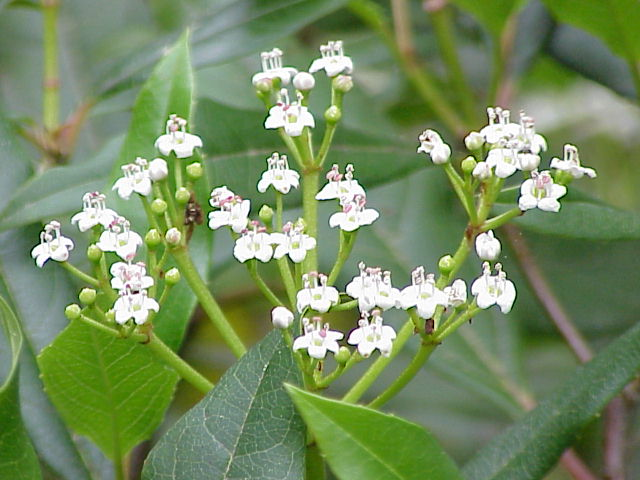
Podbaldach u Viburnum globosum

Podbaldach (łac. corymbothyrsus) – rodzaj kwiatostanu, będącego odmianą wiechy, w której kwiaty dorastają mniej więcej do tej samej wysokości. Swoim wyglądem natomiast przypomina baldachogrono lub baldach złożony.
Podbaldach należy do grupy kwiatostanów wierzchotkowych. Na końcu osi pędu głównego znajduje się kwiat, który kończy wzrost pędu.Gdy pęd główny przestaje rosnąć, zaczynają się rozwijać pędy boczne. Kwiatostany takie nazywa się zamkniętymi.
Podbaldach występuje np. u kaliny, centurii pospolitej. U niektórych gatunków w rodzinie astrowatych na szczycie osi zamiast pojedynczych kwiatów występują kwiatostany – koszyczki. Powstaje więc kwiatostan złożony – podbaldach z koszyczkami, jak np. u krwawnika.